# Karl Rhamm
Karl Rhamm (* 14. August 1842 in Helmstedt; † 2. November 1911 in Innsbruck) war ein Ethnograph, der sich vor allem auf dem Gebiet der germanisch-slawischen Altertumskunde hervortat.

## Leben und Werk
Sein Vater war Vater war der Braunschweiger Obergerichtspräsident Eduard Rhamm. Seine Mutter Mathilde, geborene von Heinemann, war die Schwester des Wolfenbüttler Bibliothekars Otto von Heinemann. Schon als Gymnasiast bereiteten ihm ethnographische Studien eine besondere Freude. Sein 1862 begonnenes Jura-Studium an den Universitäten Heidelberg, Göttingen, Kiel, Berlin, Marburg und Tübingen, brach Karl Rhamm 1869 krankheitshalber nach dem ersten Staatsexamen in Tübingen ab. Er wurde Privatgelehrter und soweit seine Sehstörungen es zuließen, widmete er sich den ethnographischen Studien. Er bereiste ganz Deutschland, ab 1878 auch den Balkan, die Türkei, Vorderasien, Russland, die Nordseeländer, Skandinavien und die Schweiz. Rhamm trieb eingehende ethnographische Forschungen zur Flurgeschichte und den Hausformen. Ab 1881 hielt er sich häufig in Österreich auf sowie in Krapina-Töplitz (Krapinske Toplice). Nach kleineren Veröffentlichungen fasste er seine vergleichend-europäische Studien unter dem Gesamttitel „Ethnographische Beiträge zur germanisch-slavischen Altertumskunde“ zusammen, das er nicht vollendete. 
Seine umfangreiche Arbeit wurde zu seinen Lebzeiten kaum gewürdigt. Forscher wie Viktor Geramb und Bruno Schier sahen später trotz einiger Fehldeutung in Rhamms Werk eine der bedeutendsten Leistungen der deutschen Hausforschung und in seiner Person einen Wegbereiter der volkskundlichen Kulturraumforschung. Der 2. Band ist für die österreichische Haus- und Geräteforschung noch heute wichtig.